# Последний бой «Бисмарка»
Последний бой линкора «Бисмарк» длился фактически с вечера 26 мая по утро 27 мая 1941 года в Атлантическом океане. Сражение состоялось примерно в 560 км к западу от французского Бреста, когда немецкий линкор принял бой против превосходящих сил британского флота и морской авиации. Гибель «Бисмарка» ознаменовала неудачу операции «Учения на Рейне» кригсмарине. Данное сражение не имеет официального названия в историографии Второй мировой войны.
«Бисмарк» шёл к сражению с серьёзными повреждениями: ещё 24 мая, за два дня до боя, в ходе сражения в Датском проливе корабль получил три попадания, в ходе которых был повреждены трубопровод к носовым топливным цистернам и турбогенераторное отделение. Вследствие этих повреждений находившийся на борту корабля адмирал Гюнтер Лютьенс принял решение возвращаться в Брест для ремонта. Пытаясь оторваться от преследовавших его линкора «Принц Уэльский» и крейсеров «Норфолк» и «Саффолк», командующий операцией адмирал Лютьенс принял решение отделиться от крейсера «Принц Ойген». 25 мая британцы потеряли контакт с линкором, который двинулся курсом восток-юго-восток к французскому побережью, и из-за ошибочных предположений об уходе линкора в Норвегию пошли на северо-восток.
Ранним утром 26 мая летающая лодка «Каталина» из 209-й эскадрильи ВВС Великобритании обнаружила линкор, а позже к наблюдению присоединились самолёты соединения H, шедшего из Гибралтара на север. Вся операция прошла в четыре этапа. Сначала вечером 26 мая торпедоносцы «Суордфиш», вылетевшие с борта авианосца «Арк Ройял», атаковали «Бисмарк» и благодаря двум торпедным попаданиям вывели из строя его руль, в результате чего корабль уже не мог нормально управляться. Далее в ночь с 26 на 27 мая линкор был атакован группой эсминцев, не понеся никакого ущерба. Затем ранним утром 27 мая по кораблю открыли огонь линкоры «Кинг Джордж V» и «Родни» при поддержке крейсеров. После длившегося 100 минут боя «Бисмарк», получивший серию серьёзных попаданий и уже не способный вести ответный огонь, затонул.
Из экипажа «Бисмарка», насчитывавшего свыше 2200 человек, были спасены только 116 моряков. Из них 111 были подобраны британскими судами, которые вскоре покинули поле боя, опасаясь атак немецких подводных лодок. Ещё пять человек были подобраны немецкой подлодкой и метеорологическим судном. Остальные же либо погибли в бою, либо утонули в холодных водах после гибели своего корабля.

## Сражение в Датском проливе
Около 5 часов утра 24 мая 1941 года немецкие тяжёлый крейсер «Принц Ойген» и линкор «Бисмарк», шедшие через Датский пролив, установили контакт с британскими линейным крейсером «Худ» и линкором «Принц Уэльский». Изначально командующему немецкими силами адмиралу Гюнтеру Лютьенсу, находившемуся на борту «Бисмарка», был дан приказ не вступать в бой без острой необходимости, и он пытался уйти от преследования. Однако у немцев такой возможности не было, и в 5:52 «Худ» открыл огонь по немецкому линкору. Под давлением капитана «Бисмарка» Эрнста Линдеманна Лютьенс решил вступить в бой, и линкор начал отстреливаться в 5:55. Всего в ходе боя «Бисмарк» сделал пять залпов по линейному крейсеру «Худ»: в результате пятого залпа один из снарядов угодил в кормовой погреб британского корабля, что привело к мощному взрыву, расколовшему линейный крейсер пополам.
«Худ» ушёл на дно, унеся жизни 1416 человек вместе с адмиралом Ланселотом Холландом. Тут же под огонь немцев попал и «Принц Уэльский», получивший семь попаданий и вынужденный отступить. Лютьенс дал приказ не добивать отступающий линкор, следуя данному ранее приказу своего командования не ввязываться в бой без серьёзной причины, и отправился дальше на юг, чтобы избавиться от преследования. Несмотря на итоговый успех немцев, «Бисмарк» получил три серьёзных попадания снарядами крупного калибра, которые привели к росту дифферента на нос и крена на левый борт, а также повредили турбогенераторное отделение, снизив общую скорость корабля.

## Преследование «Бисмарка»

### Разделение с «Принцем Ойгеном»

Карта операции «Учения на Рейне»: маршруты движения «Бисмарка», «Принца Ойгена» (красный) и британского флота (чёрный)

24 мая 1941 года по приказу адмирала Гюнтера Лютьенса произошло разделение крейсера и линкора. «Принц Ойген» отделился от «Бисмарка» с указаниями выдерживать прямой курс в течение трёх часов («Бисмарк» в то время должен был повернуть на запад под прикрытием дождевого шквала), а после действовать уже самостоятельно. Однако из-за обнаружения британцами корабли держались вместе до 6 часов вечера, пока «Бисмарк» и «Ойген» не разделились окончательно: тогда же произошла очередная, безрезультатная для обеих сторон короткая перестрелка «Бисмарка» с «Саффолком» и «Принцем Уэльским». Тем же вечером в 22:00 с авианосца «Викториес» вылетели восемь торпедоносцев-бипланов «Суордфиш», которые уступали многим аналогичным самолётам по характеристикам, но сопровождались одним самолётом того же типа, вместо торпеды нёсшим бортовой радар типа ASV Mk II. Обнаружив «Бисмарк», они сбросили торпеды, одна из которых попала в подводную часть корпуса в районе фок-мачты, прикрытую главным броневым поясом. Попадание не нанесло серьёзных повреждений, но вызванное им сотрясение привело к усилению поступления воды через пробоины от снарядов, следствием чего стало увеличение дифферента на нос и временное снижение скорости корабля. Немцы считали, что в ходе боя было сбито пять самолётов, но в действительности все «Суордфиши» благополучно вернулись на авианосец. Немцы оперативно поправили защитные брезентовые маты, которые предотвращали попадание воды в носовую часть, и сумели поднять скорость до 20 узлов. В 01:30 25 мая «Бисмарк»  и «Принц Уэльский» вновь безрезультатно обменялись залпами, но огонь был практически сразу прекращён по причине плохой видимости. Стремясь избавиться от преследователей во главе с «Саффолком», «Бисмарк» совершил поворот на 270° на правый борт и, разорвав радиолокационный контакт, взял курс на Сен-Назер, всё ещё опасаясь, что находится в зоне действия британских радаров.
Утром 25 мая в 9:00 Лютьенс отправил длинную радиограмму продолжительностью около получаса: он доложил о нападении британских торпедоносцев, повреждениях, радарной слежке и заканчивающихся запасах топлива. Западное военно-морское командование приказало прекратить радиопередачи, и с 10:00 «Бисмарк» соблюдал полное радиомолчание. Британский флот, перехвативший радиограмму Лютьенса, сумел установить точные координаты «Бисмарка», однако они были переданы командующими британскими силами адмиралу Джону Тови с ошибкой, из-за чего в его штабе был сделан вывод, что немецкий линкор направляется в сторону пролива между Исландией и Фарерскими островами, вследствие чего британские корабли на некоторое время двинулись совсем в другом направлении. Несмотря на все усилия (к этому времени в операции против «Бисмарка» было задействовано 46 британских кораблей и ряд самолётов), в течение 25 мая британцы так и не смогли обнаружить «Бисмарк». В тот же день в связи с неблагоприятным развитием событий Лютьенс обратился к экипажу со следующей речью:

Экипаж корабля «Бисмарк»! Вы покрыли себя великой славой! Потопление линейного крейсера «Худ» имеет не только военную, но и моральную ценность, поскольку «Худ» был гордостью Англии. Отныне враг будет пытаться собрать свои боевые корабли и бросить их на нас. Поэтому вчера в полдень я отправил «Принц Ойген» в свободное плавание, чтобы он возглавил охоту на транспортные корабли. Ему удалось миновать противника. Нам же был дан приказ добраться до французского порта в связи с полученными попаданиями. На нашем пути соберутся противники, которые завяжут с нами бой. Немецкий народ с вами, и мы будем стрелять до тех пор, пока не раскалятся орудийные стволы и пока не будет выпущен последний снаряд. Для нас, солдат, может быть только победа или смерть!
Оригинальный текст (нем.)Soldaten vom Schlachtschiff Bismarck! Ihr habt euch großen Ruhm erworben! Die Versenkung des Schlachtkreuzers Hood hat nicht nur militärischen, sondern auch moralischen Wert, den Hood war der Stolz Englands. Der Feind wird nunmehr versuchen, seine Streitkräfte zusammenziehen und auf uns anzusetzen. Ich habe daher Prinz Eugen gestern Mittag entlassen, damit er eigenen Handelskrieg im Atlantik führt. Ihm ist es gelungen, dem Feind zu entweichen. Wir dagegen haben Befehl enthalten, in Anbetracht der erhaltenen Treffer einen französischen Hafen anzulaufen. Auf dem Weg dorthin wird sich der Feind sammeln und uns zum Kampf stellen. Das deutsche Volk ist bei euch, und wir werden schießen, bis die Rohre glühen und bis das letzte Geschoß die Rohre verlassen hat. Für uns Soldaten heißt es jetzt: Siegen oder Sterben!

По свидетельствам выживших членов экипажа линкора, они были потрясены услышанным: Лютьенс не стремился укрепить боевой дух немецких моряков. Напротив, в своей речи он намекал на печальную правду о том, что положение корабля является плачевным, и он не дотянет до ближайшего дружественного порта. Это вызвало серьёзную обеспокоенность среди всех членов экипажа вне зависимости от ранга. Моряки сделали вывод, что адмирал Лютьенс не был уверен в том, что все они вообще останутся в живых. Капитан Эрнст Линдеманн, признавая причинённый кораблю ущерб, пытался найти хоть какие-то плюсы в сложившейся ситуации. Так, через час он выступил с речью, заявив, что на помощь кораблю придут подлодки и силы люфтваффе, но лишь частично сумел ободрить моряков. В тот же день Лютьенс получил сообщения с наилучшими пожеланиями от Гитлера и Редера, причём от первого сообщение было достаточно кратким и резким. Радиограмму от Гитлера Лютьенс скомкал и сложил в карман без каких-либо комментариев.
В 10:30 26 мая британская воздушная разведка наконец сумела добраться до корабля. Разведывательный самолёт «Каталина» из 209-й эскадрильи ВВС Великобритании (18-я группа Берегового командования ВВС Великобритании), вылетевший с авиабазы Аркдейл через Донеголский коридор, сумел обнаружить линкор по оставленному им нефтяному следу: этот самолёт-разведчик вели офицер-лётчик (старший лейтенант) британских ВВС Деннис Бриггс и лётчик-наблюдатель резерва ВМС США энсин Леонард Смит. На основании доклада лётчиков было установлено, что «Бисмарк» шёл курсом 150° и находился в 690 морских милях от Бреста: британцы решили направить авианосец «Арк Ройял» из Соединения H в погоню за линкором. В течение всего дня самолёты с борта авианосца поддерживали контакт с линкором. Первая попытка атаки была предпринята около 15 часов дня в условиях густого тумана, когда взлетели 15 торпедоносцев «Суордфиш», которые по ошибке атаковали крейсер «Шеффилд», о присутствии которого лётчикам не было известно. К счастью для британцев, ни одна из 11 выпущенных торпед в цель не попала. В 17:24 этот крейсер обнаружили немцы, пробив боевую тревогу; в свою очередь, британский крейсер также установил контакт с немецким линкором.

### Атака торпедоносцев

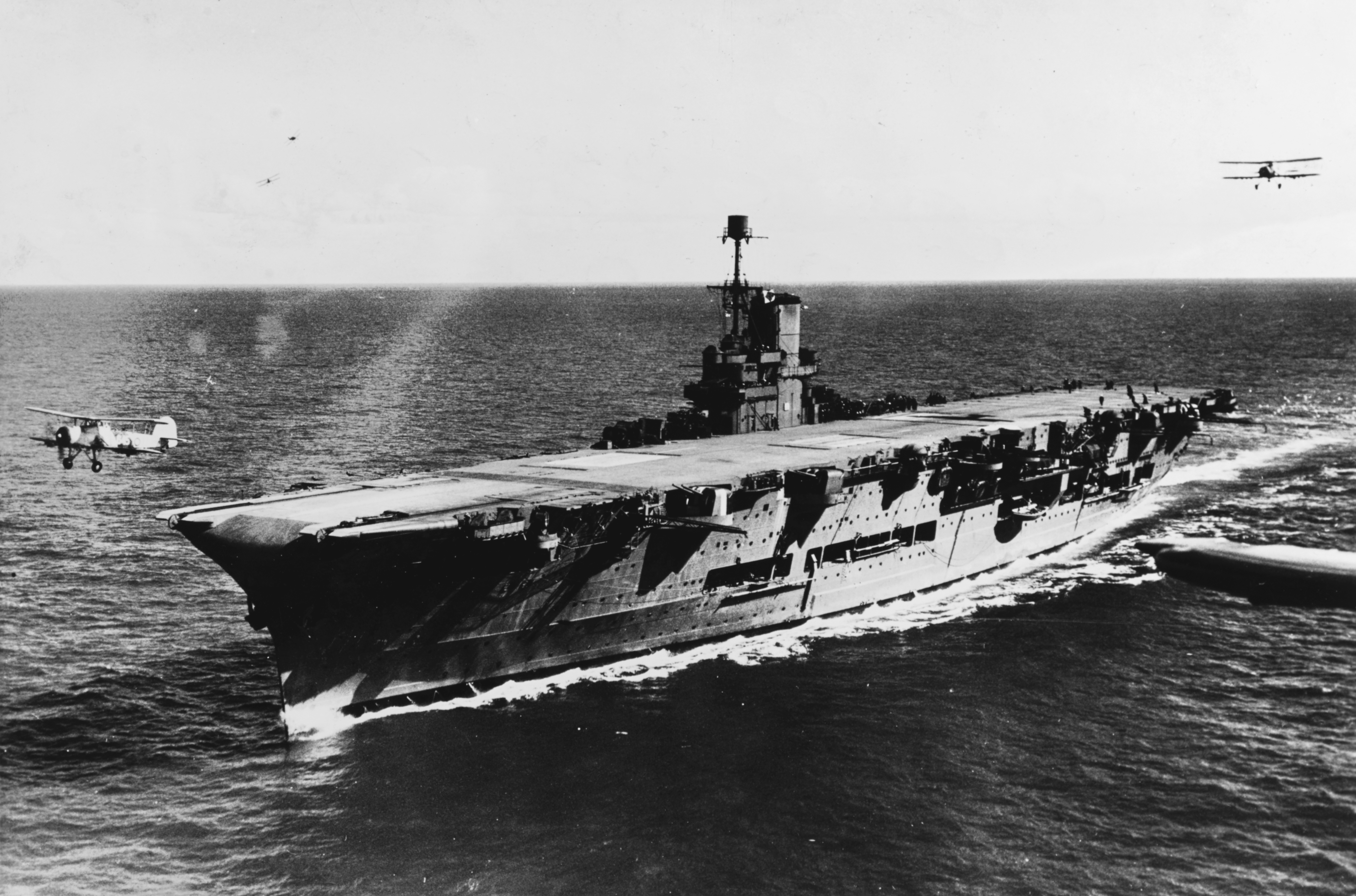
HMS Ark Royal (приблизительно в 1939 году)

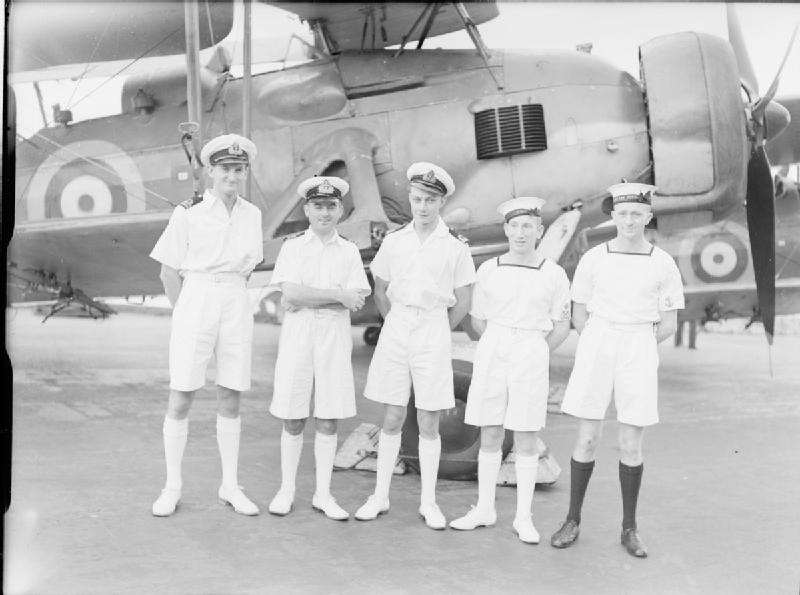
Экипаж одного из торпедоносцев, участвовавших в сражении против «Бисмарка». Слева направо: лейтенант П. Дж. Джик, лейтенант-коммандер Юджин Эсмонд, младший лейтенант В. К. Норфолк, офицер-пилот (лейтенант) Л. Д. Сэйер, ведущий авиатор А. Л. Джонсон

Вторая попытка атаки была предпринята в 19:10, когда с «Арк Ройяла» были вновь подняты 15 торпедоносцев. Согласно плану атаки, они должны были сначала выйти на «Шеффилд», и далее следовать его сигналам о местоположении «Бисмарка». После некоторых накладок торпедоносцы обнаружили немецкий линкор и в 20:47 начали атаку, которая шла при сильной облачности и значительном волнении моря. Британские самолёты атаковали с кормы звеньями по три машины, при этом в облачности звенья не всегда могли держать строй, и в результате в атаку выходили от одной до четырёх машин. «Бисмарк» активно противодействовал, энергично маневрируя и ведя огонь из всех орудий, не исключая главный калибр. Атака продолжалась около получаса, всего на немецкий линкор было сброшено 13 торпед, из которых попали две или три. Ни один британский самолёт при этом не был сбит, хотя четыре машины получили сильные повреждения. Одна или две торпеды попали в корму, в районе левого турбинного отделения, немного ниже броневого пояса, что привело к затоплению тоннеля левого гребного вала. Но фатальным для корабля оказалось другое попадание — в борт под румпельными отделениями перед осью левого руля. В результате румпельные отделения были затоплены, а оба руля — заклинены в положении 12° на левый борт. Из-за повреждений вода стала поступать на главную палубу. Пока командир корабля Линдеман и старший механик Леман обсуждали, как починить вышедший из строя руль, будучи уверенными в возможности это сделать в принципе, Лютьенс уже смирился со случившимся, приняв самые худшие последствия этой атаки. В течение получаса после атаки Лютьенс составил записку для немецкого командования и экипажа.
Интенсивные попытки исправить повреждения рулевого управления не увенчались успехом. С большим трудом правый руль удалось отсоединить от рулевого привода и вывести в нейтральное положение, однако с левым ничего нельзя было сделать. Работа водолазов в левом румпельном отделении не увенчалась успехом из-за сильного движения воды в отделении, вызываемого большой пробоиной. Идея использования водолазов с внешней стороны была отвергнута из-за сильного волнения моря, как и предложение отсоединить заклиненные рули взрывными зарядами, поскольку это могло привести к повреждению винтов. Офицеры предлагали использовать двери ангара для гидросамолётов в качестве импровизированных рулей, однако все эти обсуждения не привели ни к какому результату. Вскоре после полуночи все попытки восстановить рулевое управление были прекращены.
Торпедное попадание полностью лишило корабль управляемости, и он больше не мог ничего делать, кроме как ходить кругами по воде (пока шли ремонтные работы, «Бисмарк» успел совершить два таких круга). Экипаж пытался управлять кораблём, регулируя скорость вращения гребных винтов, но это ни к чему не привело — ветер и волны развернули корабль с необходимого юго-западного на нежелательный северо-западный курс, приводивший «Бисмарк» к британским кораблям. Скорость немецкого корабля снизилась сначала до 14, а потом и вовсе до 7 узлов. Около 6:00 27 мая машины корабля были вообще остановлены — по-видимому, Линдеман не видел особой разницы между движением в нежелательном направлении и простым дрейфом без хода, но после доклада механиков о нежелательности длительной остановки машин в 7:00 дал команду вновь запустить их на малый ход. О своей тяжёлой ситуации и полной потере манёвренности Лютьенс сообщил командованию в 21:40 26 мая. В 23:58 Лютьенс передал Западной группе и штабу ВМС радиограмму следующего содержания:

Мы сражаемся до последнего с верой в Вас, мой фюрер, и с твёрдой, как скала, верой в победу Германии.
Оригинальный текст (нем.)Wir kämpfen bis zum Letzten im Glauben an Sie, mein Führer, und im felsenfesten Vertrauen auf Deutschlands Sieg.

27 мая в 1:53 фюрер отправил ответную радиограмму: «Благодарю вас от имени всего немецкого народа. Адольф Гитлер». Позже была отправлена ещё одна радиограмма: «Экипажу линкора „Бисмарк“: с вами вся Германия. Чему быть, того не миновать. Ваша преданность вашему долгу укрепит наш народ в борьбе за выживание. Адольф Гитлер».

## Решающее сражение

### Атаки эсминцев
Во время атаки торпедоносцев «Бисмарк» сблизился с «Шеффилдом» и в 21:40 дал несколько залпов главным калибром. Снаряды одного из них легли вблизи борта крейсера, их осколками были убиты трое британских моряков и ранены ещё девять, а также выведен из строя привод радара. Крейсер был вынужден поставить дымовую завесу и выйти из боя.
Перед потерей контакта «Шеффилд» передал координаты «Бисмарка» 4-й флотилии британских эсминцев под командой кэптена Филипа Виана. Флотилия, состоявшая из эсминцев «Коссак», «Сикх», «Маори», «Зулу» и польского эсминца «Пёрун», находившаяся в охранении конвоя WS-8В, утром 26 мая получила указание соединиться с британскими линкорами. После получения радиограммы о местонахождении немецкого линкора перед Вианом встала дилемма — выполнять приказ о движении навстречу своим линкорам или на свой страх и риск (флотилия соблюдала радиомолчание и не могла связаться с штабом) атаковать противника. Интересно, что Тови был настолько уверен в боевом духе командира флотилии, что счёл не нужным отдавать ему дополнительные инструкции, заявив офицером штаба, что «Это совершенно излишне. Я знаю Виана, он уже проигнорировал приказ и идёт на неприятеля». Первым в 22.38 26 мая контакт с линкором установил «Пёрун», который смело, хотя и безрезультатно, пошёл на сближение, ведя огонь из 120-мм орудий. «Бисмарк» также открыл огонь, добившись близкого попадания, заставившего польский эсминец временно отступить; впоследствии он потерял контакт с линкором, и несмотря на его активные поиски, не смог выйти в новую атаку. Остальные эсминцы тем временем окружили линкор со всех сторон, и в 23:25 «Бисмарк» радировал о том, что попал в окружение британских лёгких сил, а также линейного крейсера «Ринаун» (которого в реальности вблизи не было). Около 23:30 эсминцы попытались одновременно атаковать линкор торпедами, но сильное волнение моря и ответный огонь «Бисмарка» сорвали эти планы. В 23:42 осколки 150-мм снаряда перебили на «Коссаке» радиоантенны, в 23:50 под накрытие попал «Зулу», на полубак которого залетела головная часть разорвавшегося за бортом 380-мм снаряда, а осколки другого повредили директор. После этого Виан понял, что скоординированной атаки не получается, и приказал эсминцам действовать самостоятельно. В 1:21 «Маори» сблизился с «Бисмарком» на 2,5 мили и выпустил две торпеды, затем две торпеды выпустил «Зулу», в 1:40 три торпеды пустил «Коссак», затем ещё четыре — «Сикх». В 3:55 оставшуюся торпеду выпустил «Коссак». Торпедные атаки были прекращены в 7:00, когда последние две торпеды с дистанции 8 км пустил «Маори». Британские моряки были уверены, что добились нескольких попаданий, но в реальности единственным вещественным результатом атаки стал небольшой и быстро потушенный пожар на баке «Бисмарка», вызванный попаданием осветительного снаряда. Но беспрерывные ночные атаки эсминцев всё же серьёзно вымотали экипаж «Бисмарка». Израсходовав торпеды, эсминцы 4-й флотилии (кроме отправленного на базу «Пёруна», на котором заканчивалось топливо) занялись наблюдениями за немецким линкором.

### Подготовка британского соединения к бою
Ошибка с нанесением точки расположения «Бисмарка» на карту была исправлена лишь вечером 25 мая. К этому моменту стало ясно, что часть британских кораблей («Принц Уэльский», «Рипалс» и большинство кораблей эскорта) выбывают из игры по причине нехватки топлива. Тови мог рассчитывать только на линкоры «Кинг Джордж V» и «Родни», которые около 18:00 того же числа получили приказ изменить курс для перехвата немецкого корабля, а также на «Соединение H» в составе линейного крейсера «Ринаун» и авианосца «Арк Роял». Но «Родни» к тому моменту находился в 150 милях за кормой «Бисмарка», к тому же немецкий линкор был гораздо быстроходнее; «Кинг Джордж V» был ещё дальше. Тем не менее британские корабли продолжали преследование, надеясь на то, что атаки авиации заставят «Бисмарк» снизить ход. В 18:26 26 мая «Кинг Джордж V» и «Родни» объединились и продолжали погоню вместе. В 21:42 Тови приказал линкорам «Кинг Джордж V» и «Родни» приказ взять курс 180° и как можно скорее вступить в бой с немцами. Однако из-за разразившихся штормов быстро добраться до «Бисмарка» и нанести решающий удар по немецкому кораблю линкоры не могли.
Тови не был уверен до конца в том, хватит ли у его крупных кораблей топлива для дальнейшего боя. Ситуация осложнялась докладами об обнаружении подлодок противника в районе сражения. Адмирал решил не вводить линкоры в рискованный ночной бой, а попытаться сначала измотать экипаж «Бисмарка» атаками эсминцев, и уже потом на рассвете добить немецкий корабль, осознавая риски решения. Поздним вечером 26 мая Тови отправил в Адмиралтейство радиограмму, в которой сообщал, что отводит линкоры на позиции к северо-востоку от «Бисмарка». В ответ на это адмирал сэр Дадли Паунд по распоряжению Уинстона Черчилля отправил ответную радиограмму, в которой говорилось следующее:

Мы не можем представить себе ситуацию из вашего сообщения. «Бисмарк» необходимо потопить любой ценой, а раз так, то «Кинг Джордж V» должен оставаться на поле боя. Он должен это сделать, даже если его придётся туда тащить на буксире.
Оригинальный текст (англ.)We cannot visualize the situation from your signal. Bismarck must be sunk at all costs and if to do this it is necessary for King George V to remain on the scene she must do even if it subsequently means towing King George V.

Сообщение, однако, пришло с огромным опозданием:Тови прочитал его только утром, уже после завершения боя. Изначально он думал, что это была шутка, поскольку бросать в открытое столкновение «незаменимый» линкор британского флота было опрометчивым с учётом сообщений о присутствии вражеских подлодок. Уже потом Тови заявил своим подчинённым, что не выполнил бы такой приказ даже под угрозой предстать перед трибуналом, а попытался бы ещё и выяснить, кто отправил подобное сообщение.
После полуночи 27 мая в британском штабе получили информацию о том, что «Бисмарк», по всей видимости, не управляется. Сначала об этом сообщили посланные на разведку «Суордфиши», затем подтвердил экипаж «Каталины», доложивший, что немецкий линкор описывает круги. Британские корабли начали подготовку к бою. Помимо линкоров «Кинг Джордж V» и «Родни», в последующей утренней атаке на «Бисмарк» принимали участие также крейсеры «Норфолк» и «Дорсетшир», подошедшие к месту боя отдельно от британских линкоров. Тови также отдал ночью приказ линейному крейсеру «Ринаун», авианосцу «Арк Ройял» и лёгкому крейсеру «Шеффилд» занять позиции в 20 милях к югу от «Бисмарка», которые были бы идеальными для последующих атак торпедоносцев. В целом почти полное отсутствие хода у «Бисмарка» и его предсказуемая траектория движения упрощали задачу британцам, и Лютьенс прекрасно осознавал всю тяжесть ситуации. «Принц Ойген» находился слишком далеко, чтобы вернуться и отбуксировать «Бисмарк» во Францию.

### «Бисмарк» перед последним боем
Ночью «Бисмарк» продолжил обмен радиограммами с берегом. В частности, с корабля направили представление о награждении Рыцарским крестом за потопление «Худа» артиллерийского офицера Адальберта Шнайдера, и получили положительный ответ, причём в нём сообщалось, что помимо Шнайдера награду получил и Линдеманн. Не питая никаких надежд на исход предстоящего боя, Лютьенс приказал погрузить судовой журнал, фильм боя с «Худом» и ряд секретных документов на гидросамолёт Arado Ar 196, чтобы эвакуировать их. Однако попытки запуска самолёта, предпринятые с 5 до 6 утра, не увенчались успехом: из-за повреждения катапульты для запуска гидросамолётов (была повреждена магистраль подачи сжатого воздуха) самолёт так и не взлетел. В итоге ставшую бесполезной машину просто сбросили в море, чтобы избежать пожара в грядущем бою. Лютьенс тем временем отправил радиограмму группе «Вест» с просьбой выслать подлодку для подбора документов (в том числе судового журнала). Это была последняя радиограмма, которую он закончил словами:

Корабль больше не может маневрировать. Сражаемся до последнего снаряда. Слава фюреру!
Оригинальный текст (нем.)Schiff manövrierunfähig. Wir kämpfen bis zur letzten Granate. Es lebe der Führer!

Лютьенса подвергали критике за его льстивые сообщения фюреру и клятву воевать до последнего в условиях, когда шансов выжить просто не было. Авторы официальной немецкой историографии в защиту адмирала говорили, что нельзя его ни критиковать за выражение верности фюреру, ни восхвалять как очень проницательного адмирала, который мог детально анализировать операции. Лютьенс старался держаться как можно дальше от политики, но следовать немецкой офицерской традиции не покидать готовый к бою корабль. После того, как был затоплен корабль «Адмирал Граф Шпее», адмирал Редер отдал приказ немецким морякам на крупных кораблях сражаться до последнего снаряда, даже если судно получило тяжёлые повреждения. Сообщения Лютьенса, согласно мнению немецких историков, необходимо рассматривать только в контексте того, как он исполнял свой воинский долг. Остаётся тайной, рассматривали ли Лютьенс или Линдеманн вариант затопить корабль и спасти экипаж в канун битвы. Сам же Лютьенс решил не скрывать от команды участь, которая её ждёт, и приказал открыть все склады на корабле, дав экипажу возможность делать всё что угодно: на борту все поняли, что кораблю не суждено выжить.
Немецкое командование никак не могло помочь обречённому линкору. Ещё вечером 26 мая всем находящимся поблизости подводным лодкам было приказано идти на помощь «Бисмарку», но ни одна из них не успевала подойти ко времени боя. Командующий подводным флотом кригсмарине Карл Дёниц приказал подлодке U-556 под командованием капитан-лейтенанта Герберта Вольфарта снять с корабля судовой журнал «Бисмарка». Тот, ссылаясь на нехватку топлива, в 7:10 перенаправил приказ на субмарину U-74, но она не успела добраться до «Бисмарка» вовремя, и судовой журнал в конце концов оказался на дне моря. Немецкая авиация («Бисмарк» находился вблизи границы радиуса её действия) ночью также ничем помочь не могла.
Настроение у членов экипажа перед последним боем было разным. Моряк Адольф Эйх (нем. Adolf Eich) вышел на палубу, чтобы подышать воздухом, и решил подняться на мостик, поскольку ему никто не мешал. Линдеманн в то время пожимал руку Адальберту Шнайдеру, поздравляя его с награждением Рыцарским крестом, а адмирал Лютьенс также выглядел довольным. Однако атмосфера менялась: барон Мюлленхайм-Рехберг заметил, что капитан Линдеманн надел спасательный жилет, и отметил, что капитан молча завтракал, проигнорировав приветствие Мюлленхайма-Рехберга. Шедший на капитанский мостик адмирал молча поприветствовал барона: тому показалось, что Лютьенс и Линдеманн, самые главные люди на «Бисмарке», словно закрылись в «собственных мирках». Большей частью экипажа утро было встречено отчаянием, усугублявшимся утомлением после бессонной ночи.

### Гибель «Бисмарка»
К утру 27 мая британские линкоры начали выдвижение к месту боя. Поскольку эсминцы периодически теряли контакт с немецким линкором, в 5:09 c борта «Кинг Джордж V» для разведки был запущен гидросамолёт «Уолрус», полёт которого из-за плохих погодных условий оказался безрезультатным. «Арк Ройял» готовил к торпедной атаке группу из двенадцати «Суордфишей», но из-за сильного волнения и риска атаковать в условиях плохой видимости собственные корабли вылет был отменён. В 7:08 27 мая Тови разрешил действовать «Родни» самостоятельно, держа дистанцию не менее 6 кабельтовых от «Кинг Джордж V». В 7:53 «Бисмарк» был обнаружен тяжёлым крейсером «Норфолк», передавшим его координаты британским линкорам, которые в 8:20 установили визуальный контакт сначала с ним, а затем в 8:42 — и с целью. Примерно в это же время на немецком линкоре обнаружили сначала «Норфолк», а затем и британские линкоры. В 8:30 на борту «Бисмарка» в последний раз прозвучал сигнал боевой тревоги.
Тактика англичан заключалась в быстром сближении с «Бисмарком» на носовых углах, где британские линкоры обладали сильным залпом, причём первым в строю шёл более старый и тихоходный, но лучше вооружённый и обладавший опытной командой «Родни». В 8:47 «Родни» открыл огонь, через минуту к нему присоединился «Кинг Джордж V», а спустя ещё минуту своим огнём ответил «Бисмарк», ведя огонь по «Родни». В 8:54 к бою присоединился «Норфолк», в 9:04 — и «Дорсетшир». С 9:05 открыла огонь вспомогательная артиллерия британских линкоров. Первоначально стрельба «Бисмарка» была весьма точной — уже своим третьим залпом немцы добились накрытия, причём один из снарядов лёг всего в 20 м от борта британского корабля, вынудив «Родни» совершить сбивающий наводку противника манёвр. Англичане также сразу продемонстрировали высокую точность стрельбы — «Родни» добился попадания уже на третьем залпе. Через пять минут после начала боя первого попадания в район носовой надстройки «Бисмарка» добился и «Кинг Джордж V». В 8:53 в капитанский мостик «Бисмарка» угодил снаряд: предположительно, именно в этот момент и погиб адмирал Гюнтер Лютьенс. По мнению фон Мюлленхайма-Рехберга, смерть адмирала могла произойти в промежуток между 8:45 и 9:00, а в момент гибели Лютьенс должен был находиться на своём посту.
В 8:58 после восемнадцатого залпа линкора «Родни» была временно выведена из строя одна из четырёх орудийных башен «Бисмарка» — башня «Антон». В это же время немецкий линкор в последний раз добился накрытия, а также ввёл в действие 150-мм артиллерию. Но в 8:59 снаряд с «Норфолка» поразил носовой командно-дальномерный пункт, при этом погиб Адальберт Шнайдер. После этого эффективность огня «Бисмарка» резко снизилась и уже не восстановилась. В 9:02 британский снаряд пробил лобовую плиту башни «Бруно», выведя её из строя (башня «Антон» затем выпустила только один залп в 9:27). Вскоре последовало попадание с «Родни» в боевую рубку, уничтожившее носовой пост управления артиллерийским огнём, а также большинство старших офицеров корабля. Управление огнём было перенесено в кормовой артиллерийский пост, но в 9:13 очередным попаданием была уничтожена вращающаяся часть кормового командно-дальномерного поста, после чего оставшиеся орудия немецкого линкора перешли на локальное управление. В 9:21 в башне «Дора» разорвался собственный снаряд в правом орудии, левое орудие после этого сделало лишь два выстрела. В 9:31 в башню «Цезарь» попал 356-мм снаряд, который, хоть и не пробил броню, но вызвал сотрясение, которое вывело башню из строя. Таким образом, вся артиллерия главного калибра «Бисмарка» вышла из игры, и бой окончательно перешёл в фазу безнаказанного расстрела обречённого корабля. Некоторые орудия меньшего калибра продолжали отстреливаться, но в 9:40 прекратила стрельбу 150-мм артиллерия, а в 10:00 на борту «Бисмарка» действовала лишь одна 20-мм зенитная пушка.
Не встречая сопротивления, английские линкоры продолжали сближаться. В 9:23 дистанция между «Родни» и «Бисмарком» сократилась до 7 км, и британский линкор предпринял торпедную атаку, поочерёдно выпустив в немецкий линкор десять 622-мм торпед (последние — уже около 10:00 с дистанции 3,7 км), добившись, предположительно, одного попадания. Последние залпы в беспомощный, но упорно не желающий тонуть «Бисмарк» были сделаны «Родни» в 10:14, а «Кинг Джордж V» — в 10:22, причём британский флагман сблизился с целью до 3 км. К этому моменту «Бисмарк» представлял собой пылающую развалину, кренившуюся на левый борт: примерно в 10:00 старший помощник командира корабля, капитан 2-го ранга (фрегаттен-капитан) Ганс Оэльс (нем. Hans Oels) отдал приказ о затоплении линкора. Работы по затоплению выполнял не только Оэльс, но и старший офицер борьбы за живучесть капитан 3-го ранга Эмиль Ярайс (нем. Emil Jahreis). Оэльс возглавлял большую группу моряков, находившихся в передней столовой и ожидавших приказа покинуть корабль, когда там разорвался крупнокалиберный снаряд, пробивший 145-мм верхний пояс линкора (в результате взрыва Оэльс и около 100 моряков погибли). Подрывные заряды сдетонировали вскоре после 10:20, после чего корабль стал крениться на левый борт.
В 10:15 адмирал Тови, учитывая нехватку топлива и отсутствие ответного огня с немецкого линкора, отдал приказ линкорам возвращаться на базу, а всем кораблям, имевшим торпеды — добить гибнущий «Бисмарк». Крейсер «Дорсетшир» выпустил три торпеды по линкору — первые две были выпущены в 10:25 с дистанции 3000 м в правый борт, а третья в 10:36 с дистанции 2200 м в левый борт. Если после попадания первых двух «Бисмарк» ещё оставался на плаву, то после попадания третьей торпеды он начал быстро крениться на левый борт, одновременно погружаясь кормой. В 10:39 он повалился на левый борт и затонул примерно в 560 км или 300 морских милях от французского острова Уэсан (48°10′ с. ш. 16°12′ з. д.): определить точные координаты затопления британцы не смогли в связи с плохими метеоусловиями в день боя).
Всего в ходе боя «Родни» выпустил 380 снарядов калибра 406-мм и 716 — калибра 152-мм, а также 10 торпед. «Кинг Джордж V» израсходовал 339 снарядов калибра 356-мм и 660 — калибра 133-мм, «Норфолк» — 527 снарядов калибра 203-мм и 4 торпеды (пущены с большой дистанции, без попаданий), «Дорсетшир» — 254 снаряда калибром 203-мм и три торпеды. Свою роль в затоплении линкора сыграли не только попадания торпед и артиллерийских снарядов, но и принятое Эльсом решение о затоплении корабля. Согласно Ю.В. Давыдову и Н.И. Печуконису, за всё время операции британцами не была расшифрована ни одна из перехваченных с борта «Бисмарка» радиограмм, а само уничтожение «Бисмарка» могло быть простым стечением обстоятельств «при хорошей работе английского морского командования и служб разведки».

## Последствия

### Выжившие моряки
В ходе сражения и после него погибли 2106 членов экипажа «Бисмарка» вместе с адмиралом Лютьенсом и капитаном Эрнстом Линдеманном. Британские линкоры, испытывавшие дефицит топлива, вышли из боя не дожидаясь затопления «Бисмарка» и не участвовали в спасательных работах. На борт «Дорсетшира» были подняты 86 спасшихся моряков, один из которых умер на следующий день от полученных ранений, а на борту эсминца «Маори» оказались ещё 25. Пятерых спасла подлодка U-74, которой командовал капитан-лейтенант Эйтель-Фридрих Кентрат, и наблюдательный корабль «Заксенвальд». После затопления линкора в воде оказались около 800 человек, однако британцами был замечен странный объект, напоминающий перископ, и опасавшиеся атак немецких подводных лодок англичане быстро свернули спасательную операцию, в результате сотни немецких моряков, пережившие гибель своего корабля, утонули в холодной воде. В местечке Заксенвальд был установлен памятник погибшим морякам — членам экипажа «Бисмарка». На борт эсминца «Коссак» был также поднят корабельный кот Оскар, позже ставший известным как «Непотопляемый Сэм». До конца войны спасённые с борта «Бисмарка» находились в плену. Непосредственно в ходе операции британцы не потеряли ни одного корабля, однако на следующий день после сражения, 28 мая 1941 года люфтваффе совершили налёт на эсминцы «Тартар» и «Машона». В результате эсминец «Машона» затонул: погибли 47 человек, 171 человек во главе с командиром корабля были спасены подошедшим на помощь «Тартаром».

### Официальные сообщения
В тот же день на заседании Палаты общин Уинстон Черчилль выступил с докладом о положении дел на фронте, упомянув о состоявшемся ночном бое британских кораблей против «Бисмарка»: Черчилль выступал ориентировочно в тот момент, когда адмирал Тови приказал торпедами добить линкор. Спустя некоторое время в разгар заседания Черчилль официально подтвердил, что «Бисмарк» был потоплен. Участникам этой операции Британское Адмиралтейство отправило следующее благодарственное письмо:

Их светлости поздравляют главнокомандующего флотом, флот метрополии и всех участников безжалостной погони с успешным уничтожением самого мощного боевого корабля противника. Крейсер «Худ» и его личный состав, о гибели которых мы глубочайшим образом сожалеем, были отомщены, таким образом; Атлантический океан стал более безопасным для маршрутов конвоев и торговых судов наших союзников. Из представленной информации их светлостям информации несомненно следует, что если бы не отвага, навыки и преданности нашей морской авиации авианосцев «Викториес» и «Арк Ройял», мы бы не смогли достигнуть нашей цели.
Оригинальный текст (англ.)Their Lordships congratulate C.-in-C., Home Fleet, and all concerned in the unrelenting pursuit and successful destruction of the enemy's most powerful warship. The loss of H.M.S. Hood and her company, which is so deeply regretted, has thus been avenged and the Atlantic made more secure for our trade and that of our allies. From the information at present available to Their Lordships there can be no doubt that had it not been for the gallantry, skill, and devotion to duty of the Fleet Air Arm in both Victorious and Ark Royal, our object might not have been achieved.

Адмиралтейство не позволило адмиралу Тови, который намеревался отдать должное противнику, сделать публичное заявление «по политическим соображениям», хотя при этом представители адмиралтейства заявили, что восхищались «героической схваткой». Сам Тови в своих мемуарах писал следующее:

«Бисмарк» дал самый героический бой при самых невозможных условиях, достойный минувших дней Императорского германского флота, и ушел под воду с поднятым флагом.
Оригинальный текст (англ.)The Bismarck had put up a most gallant fight against impossible odds worthy of the old days of the Imperial German Navy, and she went down with her colours flying.

### Поиски останков
Подготовку к поискам останков судна начали вести с 1985 года после того, как экспедиция Роберта Балларда обнаружила останки «Титаника». Сбор средств для поиска «Бисмарка» начался весной 1988 года, а вскоре в экспедицию отправилось судно «Star Hercules» со специальным оборудованием на борту (в том числе подводным глубоководным аппаратом «Argo»). 5 июня 1989 года экспедиция обнаружила башни затонувшего корабля, которые, очевидно, вывалились от собственного веса и лежали на морском дне отдельно. В течение двух последующих дней учёными был обнаружен и корпус линкора, первые фотографии которого были сделаны 8 июня. Было установлено, что останки линкора находятся на глубине от 4670 до 4750 м, примерно в 960 км к западу от побережья Франции. Корпус упал на склон подводного вулкана с наклоном 14,5° и сполз по нему почти на 1500 м на запад от места падения: он был наполовину погружён в донный ил и лёг на дно почти на ровном киле.
На месте катапульты для запуска гидросамолётов зияла дыра, а часть кормы откололась от основной части корпуса; также линкор потерял верхнюю часть передней надстройки, трубу, грот-мачту, оба крана, щиты 105-мм орудий и ещё ряд элементов конструкций. Во время последовавших в 2000-е годы экспедиций были осуществлены несколько погружений, в ходе которых останки линкора были исследованы более детально. Однако до сих пор не одобрен ни один из проектов подъёма, который позволил бы точно ответить на вопрос, что именно стало непосредственной причиной гибели линкора — попадания снарядов и торпед или затопление корабля экипажем.

## В культуре
Сюжетом британского фильма 1960 года «Потопить „Бисмарк“» является операция «Учения на Рейне», охватывающая и бой в Датском проливе, и последующую погоню британцев за «Бисмарком», и его уничтожение.

## Комментарии
1. ↑  Лютьенс скрыл от моряков правду о том, что возвращение во Францию было его личным решением, а не приказом командования.

### Русскоязычная
- Митчем С., Мюллер Дж. Командиры Третьего рейха. — Смоленск: Русич, 1995. — 480 с. — (Тирания). — 10 000 экз. — ISBN 5-88590-287-9.
- Патянин С., Малов А. Линкоры «Бисмарк» и «Тирпиц». — М.: Яуза, ЭКСМО, 2014. — ISBN 978-5699644657.
- Печуконис Н. И., Давыдов Ю. В. Линейный корабль «Бисмарк». История корабля 1934—1941. — СПб., 1994.

### Иноязычная
- Robert Ballard. The discovery of the Bismarck: Germany's greatest battleship surrenders her secrets. — London: Hodder & Stoughton, 1990. — ISBN 978-0-340-52976-8.
- David Bercuson, Holger Herwig. The Destruction of the Bismarck. — London: Overlook Press, 2001. — ISBN 978-1-585-67192-2.
- David Bercuson, Holger Herwig. Bismarck: The Story Behind the Destruction of the Pride of Hitler's Navy. — London: Pimlico Press, 2002. — ISBN 978-0-7126-4002-2.
- Donald A. Bertke, Gordon Smith, Don Kindell. World War II Sea War. — Lulu.com, 2012. — Vol. 3: The Royal Navy is Bloodied in the Mediterranean. — 560 с. — ISBN 9781937470012.
- Horst Boog, Werner Rahn, Reinhard Stumpf, Bernd Wegner. Germany and the Second World War: Volume 6: The Global War. — Oxford: Oxford University Press, 2001. — ISBN 978-0-19-822888-2.
- J. D. Brown. Carrier Operations in World War II. — Shepperton: Ian Allan, 1968. — ISBN 978-0-7110-0040-7.
- J. Cameron, R. Dulin, W. Garzke, W. Jurens, K. Smith. The Wreck of DKM Bismarck A Marine Forensics Analysis. — 2002.
- Malte Gaack, Ward Carr. Schlachtschiff Bismarck—Das wahre Gesicht eines Schiffes—Teil 3. — Norderstedt, Germany: BoD – Books on Demand GmbH, 2011. — ISBN 978-3-8448-0179-8.
- William Garzke, John Dulin. Battleships: Axis and Neutral Battleships in World War II. — Annapolis: Naval Institute Press, 1985. — ISBN 978-0-87021-101-0.
- William Garzke, John Dulin, William Jurens. Battleship Bismarck: A Design and Operational History. — Annapolis: Naval Institute Press, 2019. — ISBN 978-1-59114-569-1.
- German Capital Ships and Raiders in World War II / Grove, Eric (ed.). — Frank Cass Publishers, 2002. — Vol. Volume I: From “Graf Spee” to “Bismarck”, 1939–1941. — ISBN 0-7146-5208-3.
- Hans H. Hildebrand, Albert Röhr, Hans-Otto Steinmetz. Die Deutschen Kriegsschiffe. Biographien – ein Spiegel der Marinegeschichte von 1815 bis zur Gegenwart. (10 Bände). — Mundus Verlag, 1990. — Т. 3. — ISBN 3-7822-0211-2.
- Robert Jackson. The Bismarck. — London: Weapons of War, 2002. — ISBN 978-1-86227-173-9.
- Ludovic Kennedy[англ.]. Pursuit: The sinking of the Bismarck. — William Collins Sons & Co Ltd., 1974. — ISBN 0-00-211739-8.
- Burkard Freiherr von Müllenheim-Rechberg. Schlachtschiff Bismarck. — Flechig Verlag, 2005. — ISBN 3-88189-591-4.
- Janusz Piekałkiewicz. Sea War 1939-1945. — Blandford, 1987. — ISBN 0713716657.
- Peter C. Smith. The Great Ships: British Battleships in World War II. — Stackpole Books, 2008. — 475 с. — ISBN 9780811735148.
- Deutsches Marine Institut mit Unterstützung des Militärgeschichtlichen Forschungsamtes. Der Marineoffizier als Führer im Gefecht – Vorträge auf der Historisch-Taktischen Tagung der Flotte 1983. — Mittler Verlag, 1984.